# 李汶妹
李汶妹（Li Wenmei，1999年11月2日—），湖北宜昌秭归茅坪镇人，中国女子羽毛球运动员。就讀华中师范大学。

## 簡歷
李汶妹7岁开始学习羽毛球，2010年6月进入湖北省羽毛球队集训，2012年10月成为试训队员，2013年4月进入湖北省二队，師從前世界冠军、宜昌籍教练魏轶力。曾赢得2013年女子青少年组、2015年女子乙组的全国青年锦标赛单打冠军，又在2014年、2016年拿得女子乙组全国青年锦标赛双打冠军。
2017年5月，李汶妹第一次参加女子甲组比赛，在女單决赛以2比1戰勝同为中国国家羽毛球队队员的韩悦，第五次获得全国冠军；此外，她又與华晓蓓合作拿得女子双打亚军。同年9月，她代表湖北队參加在天津市的中华人民共和国第十三届运动会，她在羽毛球女子团体赛決賽中兼任第一单打和第二双打，助湖北队夺得银牌，创下42年来該隊的最好战绩。10月份，她代表国家队參加印尼日惹舉行的世界青年羽毛球錦標賽，除了助球隊衛冕團體賽冠軍外，個人亦分別與刘玄炫和刘适文合作贏得女子雙打和混合雙打比賽季軍。
2017年底，国家隊教練从女单组的非重点运动员中，挑选一些隊员加入女双组，當中包括李汶妹；她獲安排跟黄东萍搭档参加女双比赛，同時仍兼项单打。及至11月，二人已在香港羽毛球超級賽打進女子雙打比賽四強。

## 主要比賽成績
只列出曾進入準決賽的國際賽事成績：
| 年份   | 賽事                         | 公開賽級別 | 項目     | 搭檔   | 成績   |
| ------ | ---------------------------- | ---------- | -------- | ------ | ------ |
| 2017年 | 世界青年羽毛球錦標賽         | 其他       | 混合團體 | －     | 冠軍   |
| 2017年 | 世界青年羽毛球錦標賽         | 其他       | 女子雙打 | 刘玄炫 | 季軍   |
| 2017年 | 世界青年羽毛球錦標賽         | 其他       | 混合雙打 | 刘适文 | 季軍   |
| 2017年 | 香港羽毛球超級賽             | 超級賽     | 女子雙打 | 黄东萍 | 準決賽 |
| 2018年 | 中國陵水羽毛球大師賽         | 超級100賽  | 女子雙打 | 黃東萍 | 亞軍   |
| 2019年 | 泰國羽毛球大師賽             | 超級300賽  | 女子雙打 | 鄭雨   | 亞軍   |
| 2019年 | 瑞士羽毛球公開賽             | 超級300賽  | 女子雙打 | 鄭雨   | 準決賽 |
| 2019年 | 日本羽毛球公開賽             | 超級750賽  | 女子雙打 | 鄭雨   | 準決賽 |
| 2019年 | 澳門羽球公開賽               | 超級300賽  | 女子雙打 | 鄭雨   | 準決賽 |
| 2020年 | 马来西亚羽毛球大师赛         | 超級500賽  | 女子雙打 | 鄭雨   | 冠軍   |
| 2021年 | 蘇迪曼盃                     | 其他       | 混合團體 | －     | 冠軍   |
| 2021年 | 優霸盃                       | 其他       | 女子團體 | －     | 冠軍   |
| 2022年 | 韓國羽毛球大師賽             | 超級300賽  | 女子雙打 | 杜玥   | 準決賽 |
| 2022年 | 亞洲羽毛球錦標賽             | 其他       | 女子雙打 | 杜玥   | 季軍   |
| 2022年 | 優霸盃                       | 其他       | 女子團體 | －     | 亞軍   |
| 2022年 | 新加坡羽毛球公開賽           | 超級500賽  | 女子雙打 | 杜玥   | 準決賽 |
| 2023年 | 泰國羽毛球大師賽             | 超級300賽  | 女子雙打 | 劉玄炫 | 準決賽 |
| 2023年 | 新加坡羽毛球公開賽           | 超級750賽  | 女子雙打 | 劉玄炫 | 準決賽 |
| 2023年 | 夏季世界大學運動會羽毛球比賽 | 其他       | 混合團體 | －     | 銀牌   |
| 2023年 | 夏季世界大學運動會羽毛球比賽 | 其他       | 女子雙打 | 刘玄炫 | 金牌   |
| 2024年 | 印度羽毛球公開賽             | 超級750賽  | 女子雙打 | 刘玄炫 | 準決賽 |
| 2024年 | 日本羽毛球公開賽             | 超級750賽  | 女子雙打 | 賈一凡 | 準決賽 |
| 2024年 | 中國羽毛球公開賽             | 超級1000賽 | 女子雙打 | 張殊賢 | 亞軍   |
| 2024年 | 澳門羽球公開賽               | 超級300賽  | 女子雙打 | 張殊賢 | 冠軍   |
| 2025年 | 德國羽毛球公開賽             | 超級300賽  | 女子雙打 | 王漪朵 | 準決賽 |

| 2007-2017年 | 首要超級賽 | 超級賽 | 黃金大獎賽 | 大獎賽 | 國際挑戰賽 | 國際系列賽 | 未來系列賽 | 其他 |

| 2018-2026年 | 總決賽 | 超級1000賽 | 超級750賽 | 超級500賽 | 超級300賽 | 超級100賽 | 國際挑戰賽 | 國際系列賽 | 未來系列賽 | 其他 |

### 世界冠軍頭銜
李汶妹在羽毛球生涯中共奪得2項羽毛球世界冠軍頭銜。
| 賽事     | 奪冠次數 | 年份               |
| -------- | -------- | ------------------ |
| 蘇迪曼盃 | 1        | 2021年（混合團體） |
| 優霸盃   | 1        | 2020年（女子團體） |
| 總計     | 2        |                    |

### 奧運會和世錦賽參賽紀錄
|          | 搭檔   | 2018 | 2019 | 2020 | 2021 | 2022 | 2023 |
| -------- | ------ | ---- | ---- | ---- | ---- | ---- | ---- |
| 女子雙打 | 黄东萍 | 32強 | －   | －   | －   | －   | －   |
| 女子雙打 | 鄭雨   | －   | 16強 | －   | 16強 | －   | －   |
| 女子雙打 | 杜玥   | －   | －   | －   | －   | 16強 | －   |
| 女子雙打 | 刘玄炫 | －   | －   | －   | －   | －   | 16強 |